# Северный полюс (ледокол)

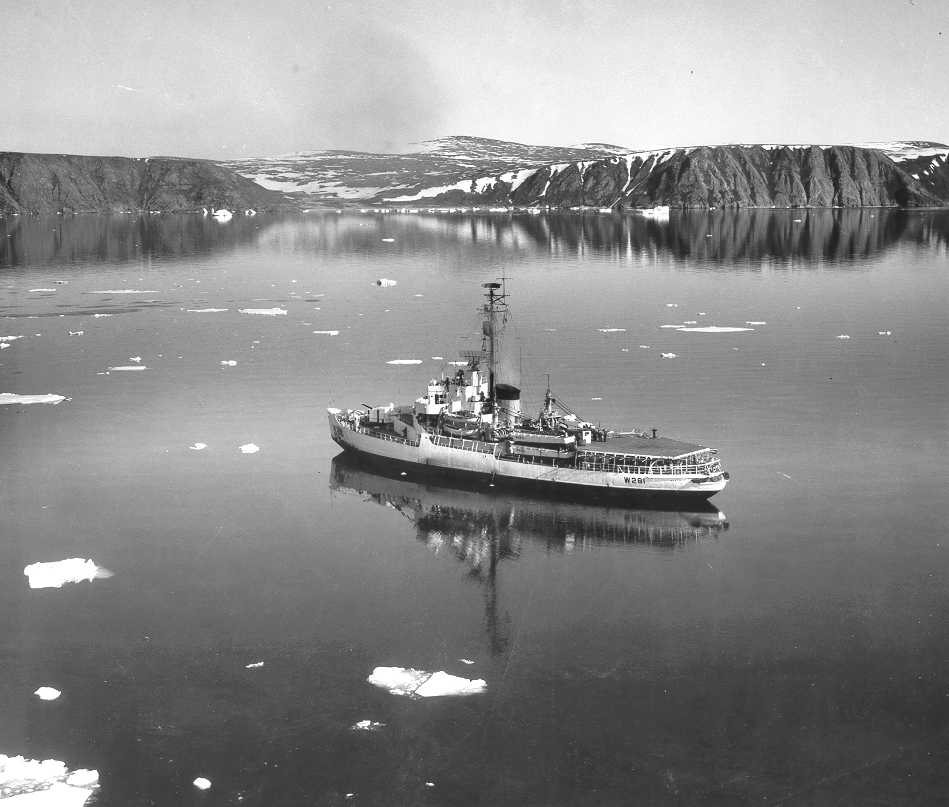
USCGC Westwind вблизи мыса Атолл, Гренландии (1964 г).

Северный полюс — ледокол класса Wind, построенный в США под названием USCGC Westwind (WAG-81).
С 1945 года по 1949 год использовался СССР под названием «Северный Полюс»; после возврата США носил имя USCGC Westwind (WAG-281).
Ледокол был передан СССР 21 февраля 1945 года. 
На вооружении имел четыре 102-мм пушки, восемь 40-мм зенитных установок фирмы «Бофорс», шесть 20-мм зенитных автоматов «Эрликон». 
Занимался проводкой караванов по трассе СМП.
В навигацию 1947 года вынуждено зазимовал в Восточно-Сибирском море.
В 1948 году, обеспечивал перегоны судов из Архангельска и Мезени на Обь и Енисей.
21 декабря 1951 года ледокол был возвращен США. Прошёл ремонт в 1952 году и был принят в состав Береговой Охраны США.
28 февраля 1988 года списан.

## Капитан
- Константин Константинович Бызов (не ранее июля 1945—1951)